# Unity Township (Ohio)
Unity Township ist eines von 18 Townships des Columbiana Countys im US-Bundesstaat Ohio. Nach der Volkszählung im Jahr 2000 waren hier 10.294 Einwohner registriert.

## Geografie
Unity Township liegt im äußersten Nordosten des Columbiana Countys im Nordosten von Ohio, grenzt im Osten an Pennsylvania und im Uhrzeigersinn an die Townships: Springfield Township im Mahoning County, Nortn Beaver Township im Lawrence County, Pennsylvania, Little Beaver Township (Lawrence County, Pennsylvania), Darlington Township im Beaver County (Pennsylvania), Middleton Township, Elkrun Township, Fairfield Township und Beaver Township im (Mahoning County).
Die als eigene Gebietskörperschaften organisierten Orte East Palestine und New Waterford sowie ein kleiner Teil der Stadt Columbiana liegen im Unity Township.

## Verwaltung
Das Township wird durch ein Board of Trustees, bestehend aus drei gewählten Mitgliedern, verwaltet. Zwei Personen werden jeweils im Jahr nach der Präsidentschaftswahl gewählt und eine jeweils im Jahr davor. Die Amtszeit dauert in der Regel vier Jahre und beginnt jeweils am 1. Januar. Daneben gibt es noch einen Township Clerk (zuständig für Finanzen und Budget), der ebenfalls im Jahr vor der Präsidentschaftswahl auf eine vierjährige Amtszeit gewählt wird. Dessen Amtszeit beginnt jeweils am 1. April.